# U-33号潜艇 (1914年)
陛下之33号潜艇是德意志帝国海军建造的一艘潜艇或称U艇。它由基尔的日耳曼尼亚船厂承建，于1914年5月19日下水，至同年9月27日交付使用。U-33号是在第一次世界大战海战期间服役的329艘德国潜艇之一，并参加了大西洋潜艇战役。在其十六次巡逻中，共击沉了82艘、击伤8艘、缴获1艘协约国或中立国商船以及击沉2艘协约国辅助军舰，容积总吨高达231036吨。战后，U-33号于1919年1月16日被引渡至英国正式投降，并于1919年至1920年间在布莱斯拆解报废。

## 设计
U-33号为双壳远洋潜艇，在尺寸上类似于U-23至U-30型，仅在推进和速度上略有不同。德意志帝国海军将其视为非常优秀的公海舰艇，具有适中的机动性和良好的水面掌舵能力。
艇只的全长和耐压壳体长分别为64.70米和52.36米；舷宽6.32米，当中的耐压壳体宽为4.05米；有7.68米的总高和3.56米的吃水深度。艇只的总排水量达971吨；其中水上为685吨，水下为878吨。
U-33号搭载有可在水上使用的两台日耳曼尼亚六缸二冲程柴油发动机，总功率为1,850匹公制馬力（1,361千瓦特）；以及可在水下使用的西门子-舒克特双电动发电机，总功率为1,200匹公制馬力（883千瓦特）。这些发动机用以驱动双轴、每根轴各一个的直径1.6米长螺旋桨，从而使艇只在水上的最高速度达16.4節（30.4每小時），在水下的最高航速为每小时9.7節（18.0每小時）。它可以8節（15每小時）的速度在水上巡航8,790海里（16,280），或以5節（9.3每小時）的速度在水下巡航80海里（150）。艇只的潜航深度为50米。
艇只装备了四具直径为500毫米的鱼雷发射管，其中艏、艉各两具，并可携带合共6枚鱼雷。此外，U-33号于1915年还增配了一门88毫米30倍径速射炮，其后又被一门105毫米45倍径速射炮所取代。其标准船员编制为4名军官和31名水兵。

## 历史
U-33号是由德意志帝国海军于1912年3月29日向基尔的日耳曼尼亚船厂订购。它自1912年11月7日开始铺设龙骨，1914年5月19日下水，至同年9月27日在首任艇长、海军上尉康拉德·甘塞尔的指挥下正式入役。1917年4月1日，甘塞尔被古斯塔夫·西斯上尉接替。西斯一直指挥潜艇直至战争结束。
完成海试后，U-33号于1915年1月12日进驻埃姆登，期间参加了零星的敌对航行。1915年3月28日，该艇在默兹河灯船附近发现了大东部铁路麾下的英国渡轮布鲁塞尔号，遂要求对方停船接受检查。但其船长查尔斯·弗莱亚特没有这样做，而是下令全速前进，试图撞击U-33号，而U-33号只能设法及时下潜。

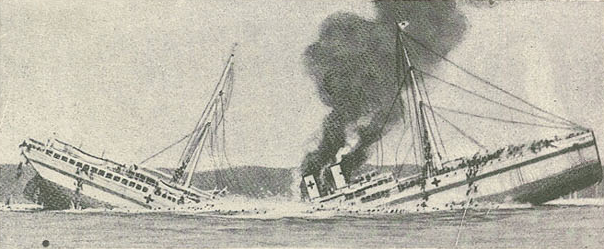
俄国医疗船葡萄牙号被击沉

直至1915年8月1日，U-33号才被编入第四潜艇区舰队。从1915年9月16日至1916年3月11日，该艇又转配驻奥匈帝国港口普拉的普拉区舰队。之后，U-33号加入君士坦丁堡区舰队，于同年11月27日才重返普拉，在更名后的地中海区舰队一直服役至1918年11月11日战争结束。1916年3月30日，俄国医疗船葡萄牙号正拖着一串平底小船在土耳其黑海沿岸的里泽停留，因为当时其中的一艘小船正在下沉，需要进行维修。这艘船当时并未搭载伤员，但船上有红十字会的工作人员以及常规船员。其船员观察到有一个潜望镜正在接近，但由于该船是一艘医疗船，受《海牙公约》保护，因此没有采取规避行动。U-33号在没有任何警告的情况下发射了一枚鱼雷，但未能击中。潜艇再次从30英尺（9.1）深的地方发射了第二枚鱼雷，并命中轮机舱附近，将葡萄牙号炸成两半。船上共有273人，其中158人获救。
一战期间，大约在1916年或1917年，U-33号原有的88毫米甲板炮被移除，并更换为105毫米口径炮。该艇共执行了十六次巡逻，其中击沉84艘（194131总吨）、击伤8艘（36452总吨）以及缴获1艘（453总吨）协约国或中立国船舶。战后，根据对德停战协议的要求，U-33号于1919年1月16日移交英国正式向协约国投降，并于1919年至1920年间在布莱斯拆解报废。

## 袭击历史摘要
| 日期           | 船名                        | 船籍           | 吨位  | 结局       |
| -------------- | --------------------------- | -------------- | ----- | ---------- |
| 1915年4月2日   | 芭克荷特号                  | 法國           | 399   | 击沉       |
| 1915年4月4日   | 赫耳墨斯号                  | 俄罗斯帝国     | 1019  | 击沉       |
| 1915年4月4日   | 橄榄石号                    | 英国           | 634   | 击沉       |
| 1915年4月5日   | 北国号                      | 英国           | 2776  | 击沉       |
| 1915年6月10日  | 达尼亚号                    | 俄罗斯帝国     | 2648  | 击沉       |
| 1915年6月14日  | 达旺厄号                    | 挪威           | 2256  | 击沉       |
| 1915年6月21日  | 西格德·洪德号               | 挪威           | 453   | 缴作战利品 |
| 1915年9月1日   | 怀特菲尔德号                | 英国           | 2422  | 击沉       |
| 1915年9月4日   | 辛白林号                    | 英国           | 4505  | 击沉       |
| 1915年9月4日   | 格里姆特号                  | 挪威           | 955   | 击沉       |
| 1915年9月4日   | 含羞草号                    | 英国           | 3466  | 击沉       |
| 1915年9月4日   | 斯托雷桑德号                | 挪威           | 1639  | 击沉       |
| 1915年9月6日   | 约翰·哈迪号                 | 英国           | 4372  | 击沉       |
| 1915年9月30日  | 托比亚号                    | 義大利王國     | 185   | 击沉       |
| 1915年10月1日  | 普罗温西亚号                | 法國           | 3523  | 击沉       |
| 1915年10月2日  | 阿拉伯人号                  | 英国           | 2744  | 击沉       |
| 1915年10月2日  | 圣玛格丽特号                | 法國           | 3908  | 击沉       |
| 1915年10月3日  | 安东尼号                    | 法國           | 2698  | 击沉       |
| 1915年10月4日  | 克莱斯顿号                  | 英国           | 2617  | 击沉       |
| 1915年10月4日  | 云南号                      | 法國           | 6474  | 击伤       |
| 1915年10月5日  | 伯斯菲尔德号                | 英国           | 4037  | 击沉       |
| 1915年10月5日  | X130号                      | 英国           | 160   | 击沉       |
| 1915年10月6日  | 迪米特里奥斯号              | 希腊           | 2508  | 击沉       |
| 1915年10月6日  | 斯考比号                    | 英国           | 3658  | 击沉       |
| 1915年10月6日  | 银灰号                      | 英国           | 3753  | 击沉       |
| 1915年10月7日  | 阿默林将军号                | 法國           | 5051  | 击沉       |
| 1915年11月18日 | 意诺西斯号                  | 英国           | 3409  | 击沉       |
| 1915年11月19日 | 千住丸                      | 日本           | 4340  | 击沉       |
| 1915年11月20日 | 秋沙鸭号                    | 英国           | 1905  | 击沉       |
| 1915年11月23日 | 塔夫纳号                    | 法國           | 1444  | 击伤       |
| 1915年11月24日 | 利古里亚号                  | 義大利王國     | 3199  | 击沉       |
| 1915年11月25日 | 阿尔及利亚号                | 法國           | 1767  | 击沉       |
| 1915年11月26日 | 鹬号                        | 英国           | 2154  | 击沉       |
| 1915年11月27日 | 京士威号                    | 英国           | 3647  | 击沉       |
| 1915年11月27日 | 奥马拉号                    | 法國           | 435   | 击沉       |
| 1915年11月27日 | 塔尼斯号                    | 英国           | 3655  | 击沉       |
| 1915年11月29日 | 马林切号                    | 英国           | 1868  | 击沉       |
| 1915年11月29日 | 扎里菲斯号                  | 希腊           | 2904  | 击沉       |
| 1915年11月30日 | 科伦索号                    | 英国           | 3861  | 击沉       |
| 1915年11月30日 | 兰顿庄园号                  | 英国           | 4437  | 击沉       |
| 1915年12月1日  | 麦克劳德氏号                | 英国           | 4796  | 击沉       |
| 1915年12月1日  | 乌梅塔号                    | 英国           | 5312  | 击沉       |
| 1915年12月2日  | 海军准将号                  | 英国           | 5858  | 击沉       |
| 1916年3月30日  | 葡萄牙号                    | 俄罗斯帝国海军 | 5358  | 击沉       |
| 1916年3月31日  | 鲁瓦·阿尔贝号               | 比利时         | 2853  | 击伤       |
| 1916年3月31日  | （不具名帆船）              | 俄罗斯帝国     | 7     | 击沉       |
| 1916年4月3日   | 恩里凯塔号                  | 俄罗斯帝国海军 | 442   | 击沉       |
| 1916年4月28日  | 吕斯娅号                    | 俄罗斯帝国     | 50    | 击沉       |
| 1916年4月28日  | 安瑟莉卡号                  | 俄罗斯帝国     | 170   | 击沉       |
| 1916年4月28日  | （不具名帆船）              | 俄罗斯帝国     | 300   | 击沉       |
| 1916年9月18日  | （不具名渔船）              | 俄罗斯帝国     | 不详  | 击沉       |
| 1916年9月18日  | （不具名渔船）              | 俄罗斯帝国     | 不详  | 击沉       |
| 1917年4月15日  | 喀麦隆尼亚号                | 英国           | 10963 | 击沉       |
| 1917年4月16日  | 山西号                      | 法國           | 7247  | 击沉       |
| 1917年4月22日  | 布罗汀号                    | 挪威           | 1641  | 击沉       |
| 1917年4月22日  | 马利亚·S号                  | 義大利王國     | 133   | 击沉       |
| 1917年4月22日  | 联合号                      | 義大利王國     | 207   | 击沉       |
| 1917年4月26日  | 监控者号                    | 英国           | 138   | 击沉       |
| 1917年4月27日  | 马法尔达号                  | 義大利王國     | 162   | 击沉       |
| 1917年4月27日  | 玛格丽特·B·罗斯号           | 美国           | 701   | 击沉       |
| 1917年4月28日  | 莉塞塔号                    | 義大利王國     | 40    | 击沉       |
| 1917年4月30日  | 克里斯奥马利·斯福尼奥号     | 希腊           | 2415  | 击沉       |
| 1917年5月27日  | 比阿特丽斯号                | 義大利王國     | 106   | 击沉       |
| 1917年5月27日  | 米凯莱·科斯坦蒂诺号         | 義大利王國     | 51    | 击沉       |
| 1917年6月3日   | 格林班克号                  | 英国           | 3881  | 击沉       |
| 1917年6月3日   | 艾兰莫尔号                  | 英国           | 3046  | 击沉       |
| 1917年6月7日   | 迪奥尼西奥号                | 義大利王國     | 97    | 击沉       |
| 1917年6月7日   | 圣安东尼奥号                | 義大利王國     | 13    | 击沉       |
| 1917年7月26日  | 布兰切特号                  | 義大利王國     | 280   | 击沉       |
| 1917年7月26日  | 耶稣·E·马利亚号             | 義大利王國     | 196   | 击沉       |
| 1917年7月27日  | 弗里吉多号                  | 義大利王國     | 59    | 击沉       |
| 1917年7月27日  | 热那亚号                    | 義大利王國     | 3486  | 击沉       |
| 1917年7月28日  | 斯普伦多尔号                | 義大利王國     | 6507  | 击伤       |
| 1917年8月1日   | 兰迪德诺号                  | 英国           | 4187  | 击沉       |
| 1917年8月4日   | 安吉莉娜·T号                | 義大利王國     | 146   | 击沉       |
| 1917年8月8日   | 拉尼申号                    | 英国           | 3837  | 击沉       |
| 1917年8月9日   | 弗罗拉号                    | 義大利王國     | 125   | 击沉       |
| 1917年8月9日   | 工业号                      | 西班牙         | 51    | 击沉       |
| 1917年8月15日  | 磐梯丸                      | 日本           | 3227  | 击沉       |
| 1918年1月23日  | 卡普里号                    | 義大利王國     | 3899  | 击伤       |
| 1918年1月24日  | 安东尼奥斯·J·德拉库里斯号   | 希腊           | 3301  | 击沉       |
| 1918年1月25日  | 阿坡多尔斯·安德烈亚斯号     | 英国           | 50    | 击沉       |
| 1918年1月29日  | 泰夏尔西斯号                | 英国           | 160   | 击沉       |
| 1918年1月31日  | 埃吉斯福德号                | 英国           | 4414  | 击伤       |
| 1918年2月1日   | 格莱纳莫伊号                | 英国           | 7269  | 击伤       |
| 1918年2月4日   | 雷文斯霍号                  | 英国           | 3592  | 击伤       |
| 1918年2月4日   | 斯坦迪什庄园号              | 英国           | 3996  | 击沉       |
| 1918年3月20日  | 圣迪米特里奥斯号            | 英国           | 3359  | 击沉       |
| 1918年3月20日  | 萨莫赛特号                  | 英国           | 5251  | 击沉       |
| 1918年3月20日  | 岳州号                      | 英国           | 2127  | 击沉       |
| 1918年3月20日  | 安东尼奥斯·M·西奥菲拉托斯号 | 希腊           | 2282  | 击沉       |
| 1918年3月31日  | 拉卢瓦尔号                  | 法國           | 5343  | 击沉       |
| 1918年5月5日   | 阿基奥斯·约翰尼斯号         | 希腊           | 20    | 击沉       |